# Ngòi Sảo
Ngòi Sảo là một con sông đổ ra Sông Lô. Ngòi Sảo chảy qua các tỉnh Hà Giang, Tuyên Quang .
Sông có chiều dài 65 km và diện tích lưu vực là 453 km² .

## Chỉ dẫn
1. ↑  Trong tiếng Việt thì "Ngòi" có nghĩa là sông, suối.